# Primera Liga de Bulgaria 2023-24
La Primera Liga de Bulgaria 2023-24 conocida como también como Liga Efbet por razones de patricinio fue la 100.ª edición de la Primera Liga de Bulgaria la máxima categoría de fútbol de Bulgaria. La temporada comenzó el 14 de julio de 2023 y terminó el 31 de mayo de 2024.

## Ascensos y descensos
El Etar Veliko Tarnovo regresó a la Primera Liga de Bulgaria luego de dos años de ausencia, tras conseguir el subcampeonato de la Segunda Liga 2022-23, mientras que el Krumovgrad debutará en la Primera Liga, tras ser el tercer clasificado de la Segunda Liga, esto debido a que el campeón de la temporada en la segunda división búlgara, el CSKA 1948 II, no pudo promocionar al tratarse del equipo reserva de un club que ya competía en la máxima categoría.
| Pos. | Ascendido de Segunda Liga 2022-23 |
| ---- | --------------------------------- |
| 2.º  | Etar Veliko Tarnovo               |
| 3.º  | Krumovgrad                        |

| Pos. | Descendido de Primera Liga 2022-23 |
| ---- | ---------------------------------- |
| 15.º | Septemvri Sofia                    |
| 16.º | Spartak Varna                      |

## Formato
Los 16 equipos participantes jugarán entre sí todos contra todos dos veces totalizando 26 partidos cada uno, al término de la fecha 30 los seis primeros pasarán a jugar el Grupo de campeonato, los cuatro del medio disputarán el Grupo Europa y los seis últimos jugarán el Grupo de descenso.

## Equipos participantes
| Club                | Ciudad         | Estadio                       | Capacidad |
| ------------------- | -------------- | ----------------------------- | --------- |
| Arda Kardzhali      | Kardzhali      | Arena Arda                    | 15.000    |
| Beroe Stara Zagora  | Stara Zagora   | Estadio Beroe                 | 12.128    |
| Botev Plovdiv       | Plovdiv        | Botev 1912 Sports Complex     | 4.000     |
| Botev Vratsa        | Vratsa         | Estadio Hristo Botev          | 12.000    |
| Cherno More         | Varna          | Estadio Ticha                 | 8.250     |
| CSKA 1948           | Sofía          | Estadio Nacional Vasil Levski | 44.000    |
| CSKA Sofía          | Sofía          | Estadio Balgarska Armiya      | 22.995    |
| Etar Veliko Tarnovo | Veliko Tarnovo | Estadio Ivaylo                | 18.000    |
| Hebar Pazardzhik    | Pazardzhik     | Estadio Georgi Benkovski      | 13.128    |
| Krumovgrad          | Krumovgrad     | Estadio Krumovgrad            | 1.500     |
| Levski Sofia        | Sofía          | Estadio Georgi Asparuhov      | 25.000    |
| Lokomotiv Plovdiv   | Plovdiv        | Estadio Lokomotiv             | 13.220    |
| Lokomotiv Sofía     | Sofía          | Estadio Lokomotiv             | 22.000    |
| Ludogorets Razgrad  | Razgrad        | Ludogorets Arena              | 10.422    |
| Pirin Blagoevgrad   | Blagóevgrad    | Estadio Hristo Botev          | 7.500     |
| Slavia Sofia        | Sofía          | Estadio Ovcha Kupel           | 25.556    |

## Temporada regular

### Tabla de posiciones
| Pos. | Equipo              | Pts. | PJ | G  | E  | P  | GF | GC | Dif. | Clasificación 2023-24 |
| ---- | ------------------- | ---- | -- | -- | -- | -- | -- | -- | ---- | --------------------- |
| 1    | Ludogorets Razgrad  | 75   | 30 | 24 | 3  | 3  | 78 | 15 | +63  | Grupo de Campeonato   |
| 2    | CSKA Sofía          | 63   | 30 | 19 | 6  | 5  | 50 | 19 | +31  | Grupo de Campeonato   |
| 3    | Cherno More Varna   | 62   | 30 | 18 | 8  | 4  | 47 | 25 | +22  | Grupo de Campeonato   |
| 4    | Lokomotiv Plovdiv   | 55   | 30 | 16 | 7  | 7  | 50 | 34 | +16  | Grupo de Campeonato   |
| 5    | Levski Sofía        | 54   | 30 | 16 | 6  | 8  | 45 | 26 | +19  | Grupo de Campeonato   |
| 6    | Krumovgrad          | 44   | 30 | 12 | 8  | 10 | 35 | 35 | 0    | Grupo de Campeonato   |
| 7    | Botev Plovdiv       | 44   | 30 | 12 | 8  | 10 | 47 | 33 | +14  | Grupo Europa          |
| 8    | CSKA 1948           | 43   | 30 | 11 | 10 | 9  | 30 | 26 | +4   | Grupo Europa          |
| 9    | Arda Kardzhali      | 39   | 30 | 11 | 6  | 13 | 32 | 32 | 0    | Grupo Europa          |
| 10   | Slavia Sofía        | 33   | 30 | 9  | 6  | 15 | 28 | 45 | −17  | Grupo Europa          |
| 11   | Beroe Stara Zagora  | 33   | 30 | 9  | 6  | 15 | 24 | 42 | −18  | Grupo de Descenso     |
| 12   | Pirin Blagoevgrad   | 30   | 30 | 7  | 9  | 14 | 23 | 41 | −18  | Grupo de Descenso     |
| 13   | Hebar Pazardzhik    | 30   | 30 | 8  | 6  | 16 | 32 | 44 | −12  | Grupo de Descenso     |
| 14   | Lokomotiv Sofía     | 28   | 30 | 8  | 4  | 18 | 22 | 56 | −34  | Grupo de Descenso     |
| 15   | Botev Vratsa        | 22   | 30 | 6  | 4  | 20 | 22 | 53 | −31  | Grupo de Descenso     |
| 16   | Etar Veliko Tarnovo | 14   | 30 | 3  | 5  | 22 | 17 | 56 | −39  | Grupo de Descenso     |

Actualizado a los partidos jugados el 21 de abril de 2024.
 Fuente: Soccerway
Criterios de clasificación: 1) Puntos; 2) Enfrentamientos directos; 3) Diferencia de goles en enfrentamientos directos; 4) Goles de visita en los enfrentamientos directos (solo 2 clubes);
 5) Diferencia de goles; 6) Goles; 7) Juego limpio.

## Fase final

### Grupo Campeonato
| Pos. | Equipo                 | Pts. | PJ | G  | E  | P  | GF | GC | Dif. | Clasificación 2024-25                                   |
| ---- | ---------------------- | ---- | -- | -- | -- | -- | -- | -- | ---- | ------------------------------------------------------- |
| 1    | Ludogorets Razgrad (C) | 82   | 35 | 26 | 4  | 5  | 87 | 24 | +63  | Primera ronda clasificatoria de Liga de Campeones       |
| 2    | Cherno More Varna      | 75   | 35 | 22 | 9  | 4  | 56 | 26 | +30  | Segunda ronda clasificatoria de Liga Europa Conferencia |
| 3    | CSKA Sofía             | 67   | 35 | 20 | 7  | 8  | 56 | 25 | +31  | Play-offs para la Liga Europa Conferencia               |
| 4    | Levski Sofía           | 64   | 35 | 19 | 7  | 9  | 50 | 30 | +20  |                                                         |
| 5    | Lokomotiv Plovdiv      | 58   | 35 | 17 | 7  | 11 | 53 | 44 | +9   |                                                         |
| 6    | Krumovgrad             | 49   | 35 | 13 | 10 | 12 | 45 | 45 | 0    |                                                         |

Actualizado a los partidos jugados el 26 de mayo de 2024.
 Fuente: Soccerway
Criterios de clasificación: 1) Puntos; 2) Enfrentamientos directos; 3) Diferencia de goles en enfrentamientos directos; 4) Goles de visita en los enfrentamientos directos (solo 2 clubes);
 5) Diferencia de goles; 6) Goles; 7) Juego limpio.

### Grupo Europa
| Pos. | Equipo         | Pts. | PJ | G  | E  | P  | GF | GC | Dif. | Clasificación 2023-24                     |
| ---- | -------------- | ---- | -- | -- | -- | -- | -- | -- | ---- | ----------------------------------------- |
| 1    | CSKA 1948      | 52   | 36 | 13 | 13 | 10 | 35 | 30 | +5   | Play-offs para la Liga Europa Conferencia |
| 2    | Arda Kardzhali | 51   | 36 | 14 | 9  | 13 | 39 | 35 | +4   |                                           |
| 3    | Botev Plovdiv  | 45   | 36 | 12 | 9  | 15 | 50 | 42 | +8   | Primera ronda para la Liga Europa         |
| 4    | Slavia Sofía   | 43   | 36 | 12 | 7  | 17 | 35 | 51 | −16  |                                           |

Actualizado a los partidos jugados el 27 de mayo de 2024.
 Fuente: Soccerway
Criterios de clasificación: 1) Puntos; 2) Enfrentamientos directos; 3) Diferencia de goles en enfrentamientos directos; 4) Goles de visita en los enfrentamientos directos (solo 2 clubes);
 5) Diferencia de goles; 6) Goles; 7) Juego limpio.
Notas:
1. ↑  El Botev Plovdiv se clasificó a la Liga Europa como campeón de la Copa de Bulgaria.

#### Play-off para la Liga Conferencia
| 31 de mayo de 2024 | CSKA Sofía | 0:2 (0:1) | CSKA 1948                   | Estadio Nacional Vasil Levski, Sofía |  |
| 19:00              |            | Reporte   | Pišćević 30' · Pedrinho 53' |                                      |  |

### Grupo Descenso
| Pos. | Equipo                  | Pts. | PJ | G  | E  | P  | GF | GC | Dif. | Clasificación 2024-25       |
| ---- | ----------------------- | ---- | -- | -- | -- | -- | -- | -- | ---- | --------------------------- |
| 1    | Beroe Stara Zagora      | 42   | 35 | 12 | 6  | 17 | 30 | 46 | −16  |                             |
| 2    | Lokomotiv Sofía         | 39   | 35 | 11 | 6  | 18 | 30 | 58 | −28  |                             |
| 3    | Hebar Pazardzhik        | 34   | 35 | 9  | 7  | 19 | 35 | 49 | −14  |                             |
| 4    | Botev Vratsa (O)        | 33   | 35 | 9  | 6  | 20 | 28 | 56 | −28  | Play-offs de descenso       |
| 5    | Pirin Blagoevgrad (D)   | 32   | 35 | 7  | 11 | 17 | 26 | 48 | −22  | Descenso a Segunda División |
| 6    | Etar Veliko Tarnovo (D) | 17   | 35 | 3  | 8  | 24 | 22 | 66 | −44  | Descenso a Segunda División |

Actualizado a los partidos jugados el 25 de mayo de 2024.
 Fuente: Soccerway
Criterios de clasificación: 1) Puntos; 2) Enfrentamientos directos; 3) Diferencia de goles en enfrentamientos directos; 4) Goles de visita en los enfrentamientos directos (solo 2 clubes);
 5) Diferencia de goles; 6) Goles; 7) Juego limpio.

#### Play-off de descenso
| 30 de mayo de 2024 | Botev Vratsa                                  | 1:1 (0:0, 0:0) (t. s.)(4:2 p.) | Marek Dupnitsa                              | Estadio Hristo Botev, Vratsa                             |                                                          |
| 19:00              | Smolenski 50'                                 | Reporte                        | Bliznakov 83'                               | Asistencia: 5000 espectadores Árbitro(s): Georgi Kabakov | Asistencia: 5000 espectadores Árbitro(s): Georgi Kabakov |
|                    |                                               | Tiros desde el punto penal     |                                             |                                                          |                                                          |
|                    | Perea · N'Diaye · Genov · Hristov · Smolenski |                                | Bliznakov · Ganchev · Stoynev · Kaymakanski |                                                          |                                                          |

## Goleadores
Actualizado el 26 de mayo de 2024.
| Pos. | Jugador           | Equipo             | Goles |
| ---- | ----------------- | ------------------ | ----- |
| 1    | Aleksandar Kolev  | Krumovgrad         | 15    |
| 2    | Rwan Cruz         | Ludogorets Razgrad | 14    |
| 3    | Kwadwo Duah       | Ludogorets Razgrad | 13    |
| 4    | Georgi Nikolov    | Hebar Pazardzhik   | 12    |
| 4    | Atanas Iliev      | Cherno More Varna  | 12    |
| 6    | Jakub Piotrowski  | Ludogorets Razgrad | 11    |
| 7    | Bernard Tekpetey  | Ludogorets Razgrad | 10    |
| 7    | Toni Tasev        | Slavia Sofia       | 10    |
| 9    | Ricardinho        | Levski Sofía       | 9     |
| 9    | Jonathan Lindseth | CSKA Sofía         | 9     |